# Liste der Biografien/De F
Liste der Biografien |
Portal Biografien |
F Personensuche
# |
A |
B |
C |
D |
E |
F |
G |
H |
I |
J |
K |
L |
M |
N |
O |
P |
Q |
R |
S |
T |
U |
V |
W |
X |
Y |
Z |
?
 
Da |
Db |
Dc |
Dd |
De |
Dg |
Dh |
Di |
Dj |
Dk |
Dl |
Dm |
Dn |
Do |
Dq |
Dr |
Ds |
Du |
Dv |
Dw |
Dy |
Dz
 
De A |
De B |
De C |
De D |
De E |
De F |
De G |
De H |
De J |
De K |
De L |
De M |
De N |
De P |
De Q |
De R |
De S |
De T |
De V |
De W |
De Y |
De Z 

Dea |
Deb |
Dec |
Ded |
Dee |
Def |
Deg |
Deh |
Dei |
Dej |
Dek |
Del |
Dem |
Den |
Deo |
Dep |
Deq |
Der |
Des |
Det |
Deu |
Dev |
Dew |
Dex |
Dey |
Dez
Die Liste der Biografien führt alle Personen auf, die in der deutschsprachigen Wikipedia einen Artikel haben. Dieses ist eine Teilliste mit 62 Einträgen von Personen, deren Namen mit den Buchstaben „De F“ beginnt.

## De F

### De Fa
- De Fabiani, Francesco (* 1993), italienischer Skilangläufer
- De Fabris, Giuseppe (1790–1860), italienischer Bildhauer, Präsident der römischen Accademia di San Luca und Generaldirektor der Vatikanischen Museen
- De Facendis, Domenico (* 1884), italienischer Diplomat
- De Falco, Gregorio (* 1965), italienischer Marineoffizier und PolitikerGregorio de Falco (* 1965)

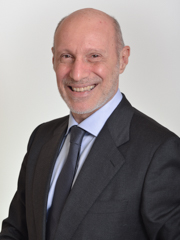
Gregorio de Falco (* 1965)

- De Falco, Jonathan (* 1984), belgischer Fußballspieler und Pornodarsteller
- De Falco, Lawrence Michael (1915–1979), US-amerikanischer Geistlicher, römisch-katholischer Bischof von Amarillo
- De Falco, Michele, italienischer Opernkomponist
- De Falco, Vincenzo (* 1960), italienischer Rechtsanwalt und Schriftsteller
- De Falco, Vittorio (* 1969), italienischer Poolbillardspieler
- De Fanti, Sylvia (* 1977), italienische Schauspielerin
- De Faut, Volly (1904–1973), US-amerikanischer Jazzsaxophonist und Klarinettist
- De Fauw, Dimitri (1981–2009), belgischer Radrennfahrer
- de Favereau, Paul (1856–1922), belgischer Politiker, langjähriger Außenminister und Senatspräsident
- de Faye, Eugène (1860–1929), evangelischer Kirchenhistoriker

### De Fe
- De Felice Giuffrida, Giuseppe (1859–1920), italienischer Politiker und Journalist
- De Felice, Emidio (1918–1993), italienischer Linguist, Romanist und Namenforscher
- De Felice, Lionello (1916–1989), italienischer Drehbuchautor und Filmregisseur
- De Felice, Renzo (1929–1996), italienischer Historiker
- De Felip, Andrea (* 1970), italienischer Diplomat
- De Felitta, Frank (1921–2016), US-amerikanischer Schriftsteller, Regisseur, Drehbuchautor, Filmproduzent
- De Felitta, Raymond (* 1964), US-amerikanischer Schauspieler, Regisseur, Drehbuchautor und Filmproduzent
- De Feo, Francesco (1920–2020), italienischer Dokumentarfilmer und Drehbuchautor
- De Ferrari, Giacinto (1804–1874), italienischer Ordensgeistlicher, Theologe und Kurienbischof
- De Ferrari, Giovanni Andrea (1598–1669), italienischer Maler
- De Ferrari, Gregorio (1647–1726), italienischer Maler
- De Ferrari, Lorenzo († 1744), italienischer Maler
- De Ferrari, Orazio († 1657), italienischer Maler
- De Ferrariis, Antonio († 1517), italienischer Arzt und Humanist
- De Ferrers, Robert, 6. Earl of Derby, englischer Magnat und Rebell
- De Ferrers, William, 5. Earl of Derby († 1254), englischer Magnat
- De Feyter, Jozef (1925–2014), belgischer Radrennfahrer

### De Fi
- De Filip, Guido (1904–1968), italienischer Ruderer
- De Filippi, Bruno (1930–2010), italienischer Musiker
- De Filippi, Filippo (1814–1867), italienischer Zoologe, Museumsdirektor und Forschungsreisender
- De Filippi, Maria (* 1961), italienische Fernsehmoderatorin
- De Filippi, Primavera, Autorin, Künstlerin, Juristin und Forscherin
- De Filippis, Cristiana (* 1992), italienische Mathematikerin
- De Filippis, Maria Teresa (1926–2016), italienische RennfahrerinMaria Teresa de Filippis (1926–2016)

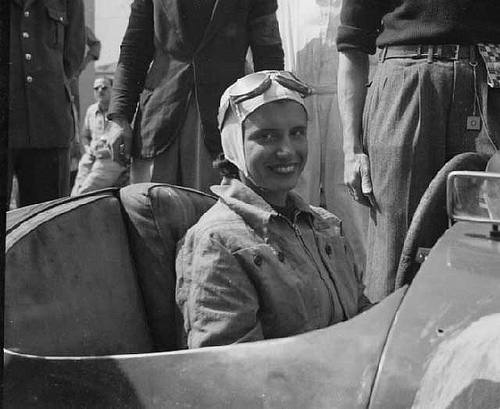
Maria Teresa de Filippis (1926–2016)

- De Filippo, Eduardo (1900–1984), italienischer Schauspieler und Theaterautor sowie Filmregisseur
- De Filippo, Jessica (* 2001), kanadische Fußballspielerin
- De Filippo, Marco (* 1990), italienischer Eishockeytorwart
- De Filippo, Peppino (1903–1980), italienischer Schauspieler
- De Fina, Oscar (1917–1988), italienischer Journalist und Filmregisseur

### De Fl
- de Fleyt, Karin (* 1972), belgische Flötistin
- De Florentiis, Silvio (1935–2021), italienischer Marathonläufer

### De Fo
- De Fonblanque, Philip (1885–1940), britischer Generalmajor
- De Forest, Henry S. (1847–1917), US-amerikanischer Politiker
- De Forest, John William (1826–1906), amerikanischer Schriftsteller
- De Forest, Lee (1873–1961), US-amerikanischer Ingenieur und Erfinder
- De Forest, Marian (1864–1935), amerikanische Journalistin, Dramatikerin und Frauenrechtlerin
- De Forest, Robert E. (1845–1924), US-amerikanischer Politiker
- De Forrest, Hal (1861–1938), portugiesisch-amerikanischer Schauspieler und Anwalt
- de Fossa, Johannes († 1603), franko-flämischer Komponist, Sänger und Kapellmeister der Renaissance
- De Fougerolles, Luc (* 2005), kanadisch-englischer Fußballspieler

### De Fr
- De France, Cécile (* 1975), belgische SchauspielerinCécile de France (* 1975)

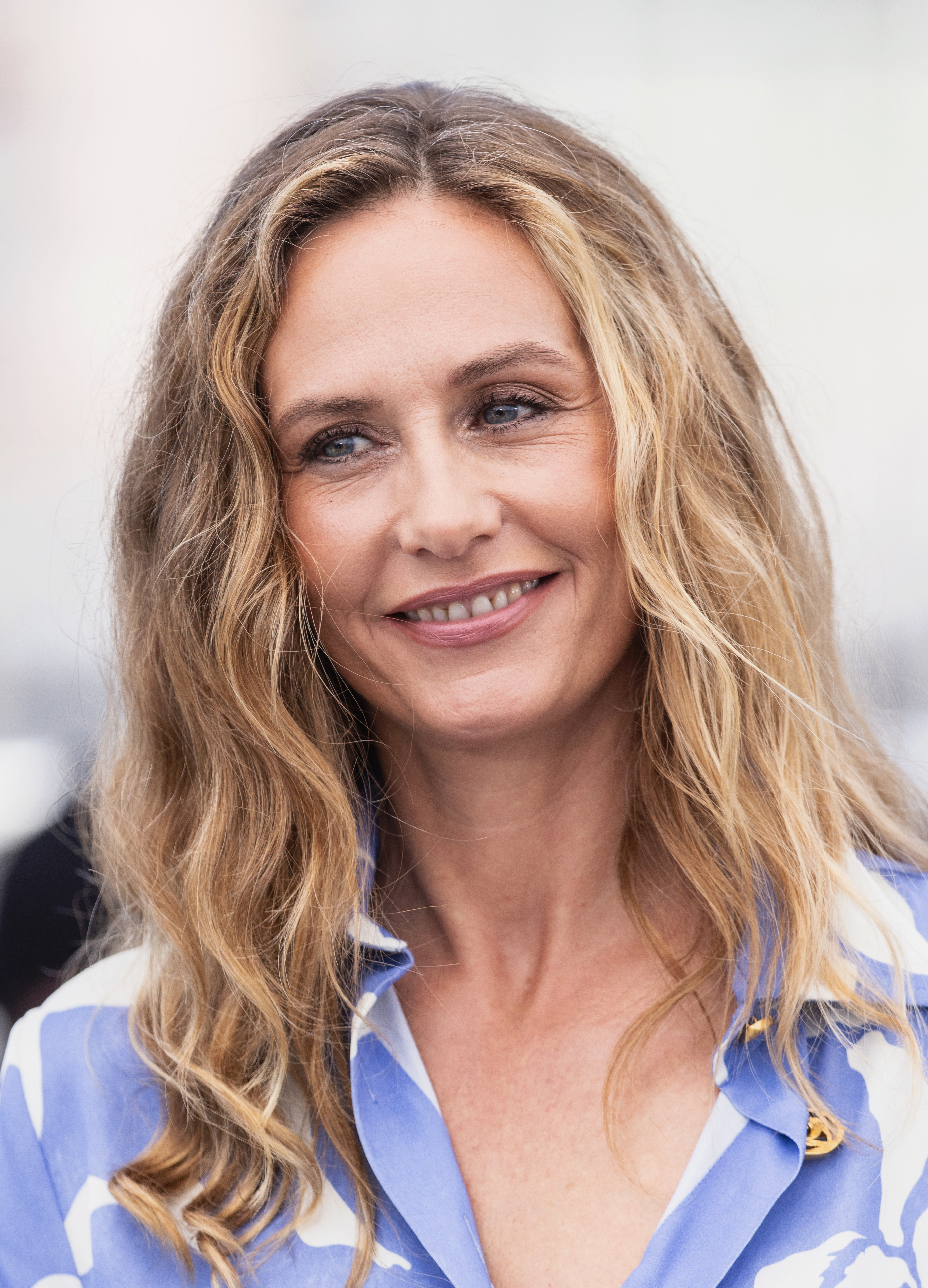
Cécile de France (* 1975)

- De Francesco, Alessandro (* 1981), italienischer Poet, Theoretiker und Klangkünstler
- De Francesco, Grete (1893–1945), österreichische Schriftstellerin
- De Franchi Toso, Giacomo (1590–1657), Genueser Doge
- De Francisci, Pietro (1883–1971), italienischer Jurist, Mitglied der Camera dei deputati und Justizminister im faschistischen Staat
- De Franciscis, Alfonso (1915–1989), italienischer Klassischer Archäologe
- De Freitas, Geoffrey (1913–1982), britischer Politiker und Diplomat
- De Froidmont, Pierre (* 1997), belgischer Radrennfahrer